# You Got Served
You Got Served é um filme de drama e dança americano escrito e dirigido por Chris Stokes, o filme foi estrelado por Marques Houston e o grupo B2K. O enredo diz respeito a um grupo de dançarinos, que participam de uma competição de dança de rua. Foi lançado pela Screen Gems da Sony Pictures Entertainment em 30 de janeiro de 2004. O filme ficou em primeiro lugar na bilheteria durante o fim de semana e arrecadou 16 milhões de dólares em sua primeira semana. Foi filmado em 1 de maio de 2003 até 25 de junho de 2003.

## Sinopse
David e Elgin são amigos que tem uma equipe de dança de rua, eles competem em várias batalhas de dança em Los Angeles, mas que ao decorrer do filme acabam se separando e se tornando inimigos, ao ponto de brigarem quando se encontram, com isso cada um cria sua equipe, e ao decorrer do filme eles dançam com suas equipes para garantir sua reputação e ganhar dinheiro, um dos amigos dos dois acaba morrendo e isso faz com que ambos voltem a ser amigos e voltarem pra sua equipe juntos. 

## Elenco
- Marques Houston - Elgin
- Omarion - David
- J-Boog - Rico
- Raz-B - Vick
- Lil' Fizz - Rashann
- Jennifer Freeman - Liyah
- Meagan Good - Beautifull
- Steve Harvey - Sr. Rad
- Christopher Jones - Wade
- Young Rome - Sonny
- Robert Hoffman - Max
- Malcolm David Kelley - Lil' Saint
- Jackée Harry - Mama Smith
- Wade Robson - Ele mesmo
- Lil' Kim - Ela mesma
- Alani Vasquez - Ela mesma
- Michael Taliferro - Emerald
- Kevin Federline - Dançarino

## Trilha Sonora
You Got Served (Soundtrack) apresenta principalmente o grupo B2K, mas também Marques Houston, e outros artistas. A trilha sonora foi lançada em 23 de dezembro de 2003. O álbum ficou no número #34 da Billboard 200 e no número #7 da R&B/Hip-Hop Albums dos Estados Unidos. Ao todo o álbum vendeu mais de 500.000 cópias, sendo certificado com disco de ouro pela (RIAA). Além disso, houve  o lançamento de um videoclipe para o single "Badaboom", do B2K, com Fabolous, Marques Houston aparece no videoclipe fazendo uma participação especial.

## Referência
1. ↑  «You Got Served (2004) - Box Office Mojo». www.boxofficemojo.com (em inglês). Consultado em 19 de outubro de 2018
2. ↑  You Got Served (em inglês), consultado em 19 de outubro de 2018